# شمش-مودمیق
شمش-مودمیق (Shamash-mudammiq) یکی از پادشاهان سلاله نهم بابل بود که از حدود ۹۲۰ تا ۹۰۰ پیش از میلاد بر آن سرزمین حکومت کرده‌است.
در مورد این پادشاه اطلاعات کمی وجود دارد. معنای نامش یعنی: شمش علاقه نشان می‌دهد. از روی مدارک و منابع این‌گونه پیداست که گویا وی چهارمین پادشاه از سلسله نهم بابل بوده‌است. دوره پادشاهی وی نامعلوم است و اصل و نسب و تبار وی نیز همین طور. هر چند که منبع آشوری لیست پادشاهی هم‌زمان (تطبیقی) نام پادشاه قبل از او را مار-بیتی-احه-ایدین ذکر کرده‌است، ولی این احتمال وجود دارد که منبع مزبور فقط آن فرمانروایان بابلی را در لیست آورده باشد که با پادشاه آشور برهم کنش و تأثیر متقابل داشته اند و آنهایی را که با پادشاه آشور رابطه نداشته اند، از قلم انداخته باشد. اگر او را شاه بعد از مار بیتی احه ایدین به حساب آوریم، باید گفت که پادشاه چهارم سلاله مزبور بوده‌است. برهم کنش‌هایی که شمش مودمیق و پادشاه آشوری معاصر وی با هم داشته اند، عبارتند از: "جنگ ها، اتحادها، تغییرات در مرزها و (بعدها) ازدواج‌های دیپلماتیک و مصلحتی که به نظر می رسد دو کشور را به هم نزدیک و با هم دوست کرده باشد. سالنامه‌های آداد-نراری دوم می گویند که طی آخرین دهه قرن دهم قبل از میلاد، پادشاه آشور جنگی را علیه بابل به راه انداخت. اگرچه تاریخ دقیق وقوع حادثه مزبور نامعلوم است، ولی گویا در فاصله سال‌های ۹۰۸ و ۹۰۲ پیش از میلاد رخ داده است. آداد نراری می گوید که شمش مودمیق در پای کوه یالمان (در جایی دیگر نوشته شده است: ایالمان) سپاه خویش را به صف کرده بود، این کوه احتمالاً در بخش جنوب شرقی جبل حمرین واقع بوده‌است. آداد نراری ادعا می‌کند که ظفرمند از نبرد بیرون آمده و سرزمین‌هایی را به چنگ آورده است، با این حال به نظر نمی‌رسد که شمش مودمیق پایان دردناک و اسف باری داشته بوده باشد و به نظر می رسد که در حدود زمانی عوض شدن قرن فوت کرده‌است.
به نظر می رسد که پس از وی نبو شوم اوکین اول به تخت بابل نشسته باشد. 